# Deadfall
Deadfall is een Amerikaanse misdaad-dramafilm uit 1993 onder regie van Christoffer Coppola.

## Verhaal
Joe Donan (Michael Biehn) vermoordt per ongeluk zijn vader Mike (James Coburn). Om diens laatste wens te vervullen, gaat Joe daarop achter de spullen aan die van zijn vader gestolen werden door diens tweelingbroer Lou (ook Coburn). Hij verhuist van New York naar Californië. Daar leert hij crimineel Eddie (Nicolas Cage) kennen en wordt hij verliefd op diens vriendin Diane (Sarah Trigger).

## Rolverdeling
| Acteur                | Personage              |
| --------------------- | ---------------------- |
| Michael Biehn         | Joe Donan              |
| Sarah Trigger         | Diane                  |
| Nicolas Cage          | Eddie                  |
| James Coburn          | Mike Donan / Lou Donan |
| Peter Fonda           | Pete                   |
| Charlie Sheen         | Morgan 'Fats' Gripp    |
| Talia Shire           | Sam                    |
| J. Kenneth Campbell   | Huey                   |
| Michael Constantine   | Frank                  |
| Marc Coppola          | Bob                    |
| Micky Dolenz          | Bart                   |
| Brian Donovan         | Mitch                  |
| Ted Fox               | Zane                   |
| Clarence M. Landry    | Larry                  |
| Gigi Rice             | Blanche                |
| Angus Scrimm          | Dr. Lyme               |
| Adrienne Stout        | Holly                  |
| Nick Vallelonga       | Patsy                  |
| Clarence Williams III | Dean                   |